# Hipostaza archontów
Hipostaza archontów – gnostycki utwór z Biblioteki z Nadż Hammadi (NHC II,4) zawierający pouczenia na temat kosmogonii (początku świata), antropogonii (historii człowieka), aż do czasów budowy Arki Noego. Pismo to zawiera też objawienia anioła o imieniu Eleleth przeznaczone dla Norei – żony Seta, co każe przypuszczać, że powstało w kręgu setian. Treścią objawiania jest przyjście Jezusa Chrystusa jako Mesjasza. Według badaczy, źródłami, z których autor czerpał przy tworzeniu swojej interpretacji stworzenia były żydowskie legendy i mitologia grecka.